# Črmošnjice (Semič, Slovenija)
Črmošnjice je naselje u slovenskoj Općini Semiču. Črmošnjice se nalazi u pokrajini Dolenjskoj i statističkoj regiji Donjoposavskoj regiji. 

## Stanovništvo
Prema popisu stanovništva iz 2002. godine naselje je imalo 125 stanovnika.